# Ichneumon melanophthalmus
Ichneumon melanophthalmus là một loài tò vò trong họ Ichneumonidae.